# Jean Daniel de Gambs
Jean Daniel de Gambs (Strasburgo, 24 febbraio 1744 – Napoli, 8 giugno 1823) è stato un militare francese. Inizialmente arruolato nell'esercito francese, venne trasferito a Napoli come istruttore dell'esercito, dove rimase per il resto della vita.

## Biografia
Nacque a Strasburgo nel 1744 in una famiglia della nobiltà alsaziana. Si unì all'esercito in tenera età, diventando un cadetto del reggimento Lowendal nel 1756. Ottenne diverse promozioni all'interno del reggimento, diventando prima sottotenente nel 1757 e poi tenente nel 1760. Trasferitosi nel reggimento Anhalt, combatté la guerra dei Sette anni e partecipò alla spedizione francese in Corsica del 1768 e 1769. Divenuto capitano e poi capobattaglione del reggimento di fanteria Bourbonnais tra il 1772 ed il 1777, si trasferì all'interno del corpo del generale Rochambeau, destinato a combattere nella guerra d'indipendenza americana tra il 1780 ed il 1783, dove prese parte alla battaglia della baia di Chesapeake e alla battaglia di Yorktown nel 1781.
Ritornò in Francia con il grado di tenente colonnello nel 1784. Tre anni più tardi, dopo una promozione a colonnello, fu inviato a Napoli per addestrare le nuove forze di fanteria del regno borbonico, pur rimanendo formalmente al servizio dell'esercito francese. Giunto a Napoli, dove rimase per il resto della vita, venne promosso prima a maresciallo di campo nel 1790 e poi tenente generale nel 1797. Prese parte attivamente alle attività militari dell'esercito napoletano, partecipando, ad esempio, all'assedio di Tolone e all'invasione della Repubblica Romana nel 1798.
Dopo l'invasione del regno da parte del maresciallo Massena, scelse di rimanere a Napoli, servendo prima Giuseppe Bonaparte e poi il maresciallo Murat. Durante il 1814 venne impiegato come comandante della riserva dell'artiglieria dopo la defezione di Murat. Venne nominato ispettore generale delle armate del regno nel 1815. Morì a Napoli nel 1823.